# Радлув (гміна, Малопольське воєводство)
Гміна Радлув (пол. Gmina Radłów) — місько-сільська гміна у південній Польщі. Належить до Тарнівського повіту Малопольського воєводства.
Станом на 31 грудня 2011 у гміні проживало 9780 осіб.

## Площа
Згідно з даними за 2007 рік площа гміни становила 86,02 км², у тому числі:
- орні землі: 71,00%
- ліси: 16,00%

Таким чином, площа гміни становить 6,08% площі повіту.

## Населення
Станом на 31 грудня 2011:
| Опис     | Загалом | Загалом | Чоловіки | Чоловіки | Жінки | Жінки |
| -------- | ------- | ------- | -------- | -------- | ----- | ----- |
| одиниця  | осіб    | %       | осіб     | %        | осіб  | %     |
| все      | 9780    | 100     | 4833     | 49,42    | 4947  | 50,58 |
| міське   | 2734    | 100     | 1323     | 48,39    | 1411  | 51,61 |
| сільське | 7046    | 100     | 3510     | 49,82    | 3536  | 50,18 |

## Сусідні гміни
Гміна Радлув межує з такими гмінами: Боженцин, Ветшиховиці, Вешхославиці, Жабно, Щурова.